# آرون (پسر ایوان ولادیسلاو)
آرون (اسلاوی کلیسایی: А҆арѡ́нъ; بلغاری: Аарон ; یونانی باستان: Ἀαρών) پسر کوچکتر آخرین تزار اولین امپراتوری بلغارستان، ایوان ولادیسلاو (حک. ۱۰۱۵–۱۰۱۸). پس از تسخیر بلغارستان توسط بیزانس او به همراه برادرانش وارد ارتش بیزانس شد و در طول دهه‌های ۱۰۴۰ و ۱۰۵۰ یک سری فرماندهی نظامی بالاتر را در استان‌های شرقی امپراتوری بیزانس برعهده داشت که در این فرایند از پاتریکیوس به پروتوپروئدروس ارتقا یافت. در این مقام، او در اولین نبردها با ترکان مهاجم سلجوقی و همچنین در برابر قیام برادر همسرش آیزاک یکم کومننوس در سال ۱۰۵۷ به جنگ ناموفقی دست زد. خانواده اشرافی آرونیوس به نام او نامگذاری شد و شامل فرزندان او و همچنین فرزندان خواهر و برادرش بود.

## زندگی
او سومین پسر ایوان ولادیسلاو و ماریا بود.  او دو برادر بزرگتر به نام‌های پریسیان و آلوسیان و همچنین سه برادر کوچکتر و شش خواهر داشت.   پس از مرگ ایوان ولادیسلاو در فوریه ۱۰۱۸، مقاومت بلغارستان در برابر باسیل دوم (حک. ۹۷۶–۱۰۲۵) امپراتور بیزانس سقوط کرد و هارون به همراه دو برادر بزرگترش به کوه تاومور در تومورنیتسا فرار کردند. باسیل کوه را با نیروهایش محاصره کرد و سه برادر پس از دریافت ضمانت برای امنیت خود، سرانجام تسلیم شدند. پرسیان عنواناستاد منصب را دریافت کرد (که نشان می‌دهد او پسر ارشد و وارث پدرش است)، در حالی که آلوسیان و آرون عنوان کمی پایین‌تر پاتریکیوس را دریافت کردند.   پریسیان بعداً درگیر توطئه‌ای برای غصب تاج و تخت از امپراتور رومانوس سوم آرگیروس شد ح. 1029، که منجر به نابینایی و تبعید او به صومعه شد،   و برادر دوم، آلوسیان، در قیام نافرجام پیتر دلیان در سال ۱۰۴۰ شرکت داشت و رهبری آن را پیش از خیانت به بیزانسی‌ها غصب کرد.   

### حرفه نظامی
خود آرون هم از منابع ادبی و هم از مُهرهای دفترش به عنوان فرماندار نظامی (کاتپانو) واسپوراکان در ح. 1046/47 بوده است; در این زمان، همان‌طور که مهرهای او نشان می‌دهد، او عناوین پاتریکیوس ، آنتیپاتوس و وستس را یدک می‌کشید. در این مدت آرون، درکنار کاتاکالون ککائومنوس، کاتپانوی آنی، با اولین تهاجمات گسترده ترکان سلجوقی به ارمنستان تحت کنترل بیزانس روبرو شدند. اولین تهاجم به رهبری «حسن کَر» توسط دو فرمانده بیزانسی در شرق دریاچه وان در سال ۱۰۴۸ نابود شد 
حمله حسن به زودی با یک لشکرکشی بزرگتر به رهبری ابراهیم ینال دنبال شد که نیروهای محلی بیزانس قادر به مقابله با آن نبودند. به گفته تاریخ‌دان جان اسکیلیتز، برخلاف ککائومنوس، که می‌خواست هر چه سریع‌تر با ترک‌ها مقابله کند، آرون از موضع دفاعی‌تر طرفداری کرد، از پشت استحکامات آنها عقب نشینی کرد و نیروهای آنها را عقب نشاند و در عین حال به درخواست دستورالعمل امپراتور کنستانتین نهم (حک. ۱۰۴۲–۱۰۵۵) نظر آرون غالب شد و بیزانسی ها ترک‌ها را بدون مزاحمت رها کردند در حالی که آنها منتظر رسیدن نیروهای کمکی به رهبری شاهزاده گرجی لیپاریت چهارم بودند. در نتیجه این بی‌تحرکی، ترک‌ها توانستند به‌طور گسترده یورش ببرند و ویرانی‌های زیادی به بار آورند که در نهایت به غارت کاپترون منجر شد. پس از ورود لیپاریت، ارتش ترکیبی در نبرد کاپترون با ترک‌ها مقابله کرد: در یک درگیری شدید شبانه، آرون و ککائومنوس، به فرماندهی دو جناح، عقب‌رانده شدند و ترک‌ها را «تا بانگ خروس» تعقیب کردند. اما در مرکز، اینال موفق شد لیپاریت را تصرف کند که دو فرمانده بیزانسی تا روز بعد آن را یاد نگرفتند. اینال توانست با اسرا و غنایم خود به قلمرو سلجوقی عقب‌نشینی کند و دو فرمانده بیزانسی چاره‌ای جز بازگشت به پایگاه‌های خود باقی نگذاشتند.  
وی در کتیبه‌ها و مهرها به‌عنوان دوکس آنی و ایبریا با لقب مجیستروس در ح. 1055–1057 ،    و بیشتر با آرون، یک مجیستروس و دوکس از ادسا که از طریق مهر او تأیید شده است، شناخته می‌شود، اگرچه این شناسایی قطعی نیست. درطول قیام ژنرال‌های شرقی تحت رهبری برادر همسرش ایزاک یکم کومنوس در سال ۱۰۵۷ آرون به امپراتور میخائیل ششم وفادار ماند حک. ۱۰۵۶–۱۰۵۷)، و فرماندهی جناح چپ ارتش امپراتوری در نبرد سرنوشت‌ساز پترو را برعهده داشت. در طول نبرد، افراد او مخالفان خود را شکست دادند و به اردوگاه آنها فشار آوردند، اما آرون در تکمیل پیروزی خود تردید داشت و به ارتش شورشی فرصت داد تا وضعیت را معکوس کند و نیروهای امپراتوری را شکست دهد. پیروزی شورشیان به سرعت منجر به جلوس آیزاک یکم به تاج و تخت شد. 
در حدود ۱۰۵۹ او در وصیت خود اوستاتیوس بویلاس را به عنوان پرودروس (و احتمالا دوکس) در بین‌النهرین تعیین کرد، سپس دفتر پروستراتور در امتداد دوکس (امر دقیق مشخص نشده است) را داشته است و در نهایت ، پس از ۱۰۵۹، عنوان پروتوپرودروس است.

## خانواده
هارون نام خود را به خانواده اصیل بیزانسی آرون یا آرونیوس (جمع: Aaronioi) داد. این خانواده نه تنها شامل نوادگان آرون، بلکه همه فرزندان پدرش جان ولادیسلاو و از جمله آلوسیانوی‌ها، نوادگان برادرش آلوسیان بود. پسرش تئودور، فرماندار تارون، در جنگ با ترکان سلجوقی در سال ۱۰۵۵/۵۶ کشته شد. او احتمالاً یک پسر دیگر به نام رادومیر آرون داشت. از خواهر و برادر کوچکتر هارون، خانواده با خاندان کمنن ازدواج نزدیکی کردند: خواهرش کاترین با اسحاق کومننوس، عموی امپراتور الکسیوس اول کومنوس (حک. ۱۰۸۱–۱۱۱۸)، در حالی که دختر برادر کوچکترش ترویان با آندرونیکوس دوکاس، پدرزن الکسیوس یکم ازدواج کرد 

## مرجع ها
1. 1 2 3 4 5 6 7 8  ODB, "Aaronios" (A. Kazhdan), pp. 1–2.
2. 1 2  PmbZ, Aaron (#20004).
3. ↑  Tăpkova-Zaimova 2018, pp. 92–93, 112.
4. ↑  PmbZ, Prusianis (#26775).
5. 1 2  ODB, "Alousianos" (A. Kazhdan), p. 70.
6. ↑  PmbZ, Alusianos (#20263).
7. 1 2  "Aaron, brother of Alousianos". Prosopography of the Byzantine World. Retrieved 11 June 2019.
8. ↑  Beihammer 2017, p. 77.
9. ↑  Beihammer 2017, pp. 77–79.
10. ↑  Wortley 2010, pp. 422–425.
11. 1 2  Tăpkova-Zaimova 2018, p. 312.
12. 1 2  "Aaron, brother of Alousianos". Prosopography of the Byzantine World. Retrieved 11 June 2019."Aaron, brother of Alousianos". Prosopography of the Byzantine World. Retrieved 11 June 2019.
13. ↑  Kühn 1991, p. 204.
14. ↑  Kühn 1991, p. 201.
15. ↑  Wortley 2010, pp. 458–460.